# Matopo scutulata
Matopo scutulata là một loài bướm đêm trong họ Noctuidae.